# Ceahlăul Piatra Neamț
Ceahlăul Piatra Neamț – rumuński klub piłkarski założony 9 października 1919 roku z siedzibą w podgórskim mieście Piatra Neamț. Obecną nazwę - nadaną na cześć szczytu Ceahlău - nosi od 1979 roku.
Od początku sezonu 2022/23 roku trenerem Ceahlăulu jest Florentin Petre. 

## Sukcesy
- Występy w ekstraklasie:
  - 1993-1994 - miejsce 10.
  - 1994-1995 - miejsce 5.
  - 1995-1996 - miejsce 15.
  - 1996-1997 - miejsce 6.
  - 1997-1998 - miejsce 9.
  - 1998-1999 - miejsce 9.
  - 1999-2000 - miejsce 4.
  - 2000-2001 - miejsce 11.
  - 2001-2002 - miejsce 8.
  - 2002-2003 - miejsce 5.
  - 2003-2004 - miejsce 14. (spadek)
  - 2006-2007 - miejsce 15.
  - 2007-2008 - miejsce 15. (spadek)
  - 2009-2010 - miejsce 17. (spadek)
  - 2011-2012 - miejsce 11.
  - 2012-2013 - miejsce 14.
  - 2013-2014 - miejsce 9.
  - 2014-2015 - miejsce 18. (spadek)
- Występy w europejskich pucharach:
  - 1995–96 – Puchar Intertoto: 
    - faza grupowa - Etyr Wielkie Tyrnowo 2:0 (d)
    - faza grupowa - SK Beveren 2:0 (w)
    - faza grupowa - Boby Brno 2:0 (d)
    - faza grupowa - FC Groningen 0:0 (w)
    - 1/8 finału - FC Metz 0:2 (d)

  - 2000–01 – Puchar Intertoto: 
    - 1. runda - JK Trans Narva 5:2 (w) i 4:2 (d)
    - 2. runda - RCD Mallorca 1:2 (w) i 3:1 (d)
    - 3. runda - Austria Wiedeń 2:2 (d) i 0:3 (w)

  - 2003–04 – Puchar Intertoto: 
    - 1. runda - Tampere United 0:1 (w) i 2:1 (d)

## Stadion

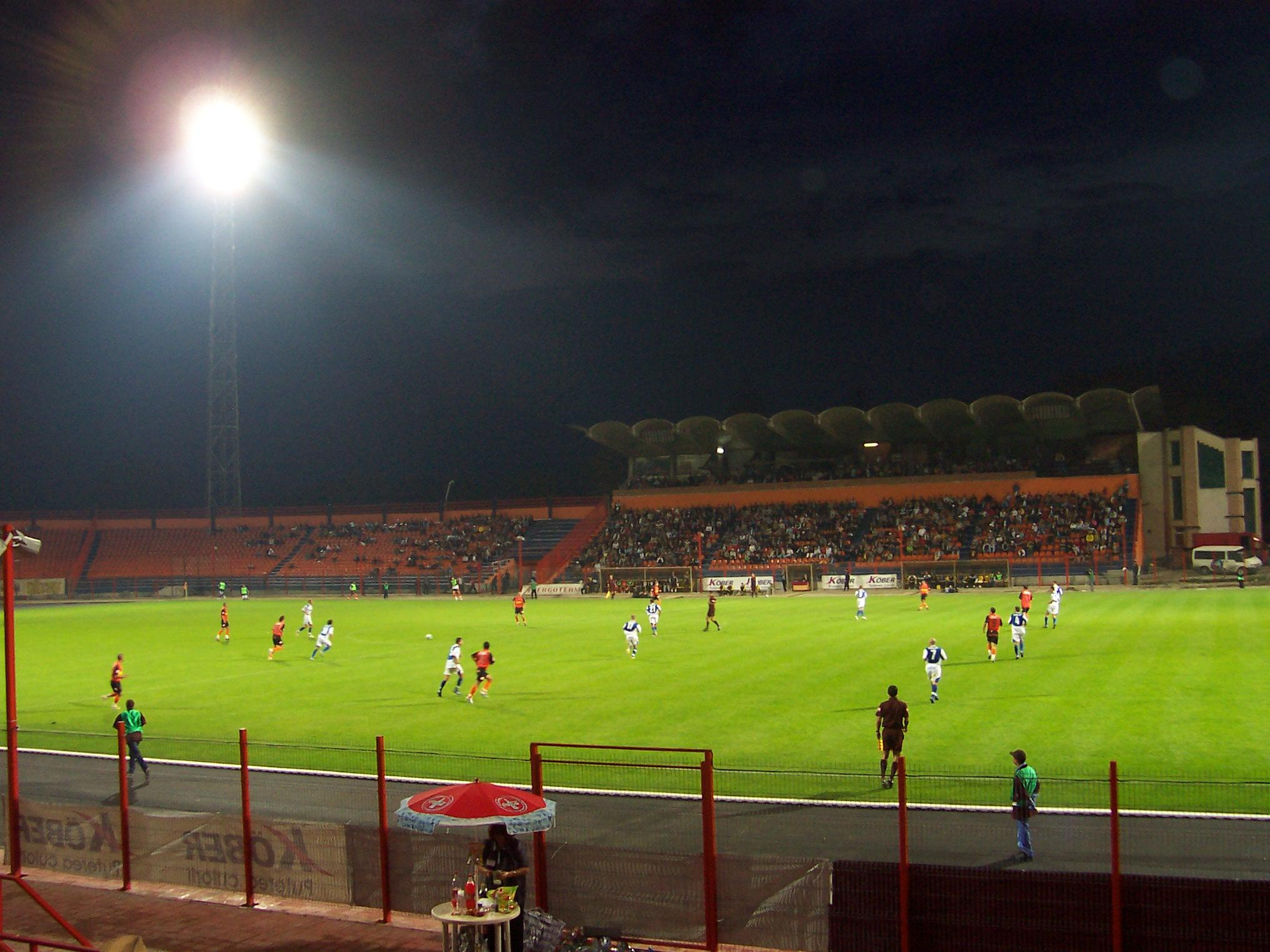
Stadion Ceahlăulu Piatra Neamț

Stadion Ceahlăul może pomieścić 18 tys. widzów i jest położony u stóp góry Ceahlău.

## Trenerzy
| - 1960-61 - Florian Ambru / Traian Nicolau - 1961-62 - Ștefan Iovicin - 1962-63 - Ștefan Wetzer - 1963-64 - Ștefan Coidum - 1964-65 - Ștefan Coidum / Radu Toma - 1965-66 - Mircea Crețu - 1966-67 - Mircea Crețu - 1967-68 - Mircea Crețu - 1968-69 - Petre Steinbach - 1969-70 - Petre Steinbach / Virgil Rizea - 1970-71 - Virgil Rizea - 1971-72 - Virgil Rizea - 1972-73 - Mircea Crețu - 1973-74 - Alexandru Constantinescu - 1974-75 - Alexandru Constantinescu - 1975–76 - Alexandru Constantinescu - 1976-77 - Alexandru Constantinescu - 1977-78 - Alexandru Oniga / Nicolae Zaharia - 1978-79 - Nicolae Zaharia - 1979-80 - Nicolae Zaharia / Mircea Nedelcu |  | - 1980-81 - Mircea Nedelcu - 1981-82 - Mircea Nedelcu - 1982-83 - Mircea Nedelcu - 1983-84 - Vasile Copil - 1984-85 - Vasile Niță / Dumitru Ștefan - 1985-86 - Nicolae Zaharia - 1986-87 - Nicolae Zaharia - 1987-88 - Alexandru Constantinescu - 1988-89 - Vasile Simionaș / Dumitru Ștefan - 1989-90 - Theodor Anghelini - 1990-91 - Vasile Niță - 1991-92 - Nicolae Vătafu - 1992-93 - Ioan Sdrobiș / Nelu Nunweiller - 1993-94 - Mircea Nedelcu - 1994-95 - Mircea Nedelcu - 1995-96 - Mircea Nedelcu / Silviu Stănescu - 1996-97 - Florin Marin - 1997-98 - Florin Marin / Mircea Nedelcu - 1998-99 - Mircea Nedelcu / Viorel Hizo - 1999-00 - Viorel Hizo - 2000-01 - Mircea Nedelcu / Florin Halagian / Florin Marin - 2001-02 - Florin Marin / Jean Gavrilă / Marin Barbu - 2002-03 - Gheorghe Poenaru / Viorel Hizo - 2003-04 - Viorel Hizo / Marius Lăcătuș - 2004-05 - Marin Barbu - 2005-06 - Marin Barbu |  | - 2006-07 - Mihai Stoica / Ion Moldovan / Florin Marin / Aurel Sunda - 2007-08 - Viorel Hizo - 2008-09 - Florin Marin / Mihai Dan Ionescu - 2009-10 - Gheorghe Mulțescu / Zoran Filipović - 2010-11 - Marin Barbu - 2011-12 - Costel Enache - 2012-13 - Costel Enache / Viorel Hizo / Vasile Miriuță - 2013-14 - Constantin Ilie / Marian Bondrea / Marin Barbu - 2014-15 - Florin Marin / Zé Maria / Vanja Radinović / Constantin Ilie / Vanja Radinović / Simone Mazzali - 2015-16 - Lidi Chertic / Stefano Maccoppi / Lidi Chertic - 2016-17 - Toader Șteț - 2017-18 - Gabriel Rădulescu - 2018-19 - Gabriel Rădulescu - 2019-20 - Ștefan Stoica - 2020-21 - Gabriel Rădulescu / Constantin Ilie / Gabriel Rădulescu - 2021-22 - Gabriel Rădulescu - 2022-23 - Florentin Petre |

## Europejskie puchary
Legenda do wszystkich tabel:
- Q – runda eliminacyjna, 1/16, 1/8, 1/4, 1/2 – odpowiednia faza rozgrywek, Grupa – runda grupowa, 1r gr – pierwsza runda grupowa, 2r gr – druga runda grupowa, F – finał, R – runda, PO – play-off
- k. – rzuty karne, los. – losowanie, Dogr. – dogrywka, w. – zasada bramek strzelonych na wyjeździe

| Sezon | Rozgrywki        | Runda   | Przeciwnik           | Dom     | Wyjazd  | Ogólnie    |
| ----- | ---------------- | ------- | -------------------- | ------- | ------- | ---------- |
| 1995  | Puchar Intertoto | Grupa 9 | Etyr Wielkie Tyrnowo | 2–0     |         | 1. miejsce |
| 1995  | Puchar Intertoto | Grupa 9 | KSK Beveren          |         | 2–0     | 1. miejsce |
| 1995  | Puchar Intertoto | Grupa 9 | Boby Brno            | 2–0     |         | 1. miejsce |
| 1995  | Puchar Intertoto | Grupa 9 | FC Groningen         |         | 0–0     | 1. miejsce |
| 1995  | Puchar Intertoto | 1/8     | FC Metz              | 0–2 (D) | 0–2 (D) | 0–2 (D)    |
| 1999  | Puchar Intertoto | 1R      | Ekranas Poniewież    | 1–0     | 1–0     | 2–0        |
| 1999  | Puchar Intertoto | 2R      | Jedinstvo Bihać      | 2–1     | 3–1     | 5–2        |
| 1999  | Puchar Intertoto | 3R      | Juventus F.C.        | 1–1     | 0–0     | 1–1, w.    |
| 2000  | Puchar Intertoto | 1R      | Narva Trans          | 4–2     | 5–2     | 9–4        |
| 2000  | Puchar Intertoto | 2R      | RCD Mallorca         | 3–1     | 1–2     | 4–3        |
| 2000  | Puchar Intertoto | 3R      | Austria Wiedeń       | 2–2     | 0–3     | 2–5        |
| 2003  | Puchar Intertoto | 1R      | Tampere United       | 2–1     | 0–1     | 2–2, w.    |